# Helictotrichon namaquense
Helictotrichon namaquense är en gräsart som beskrevs av Herold Georg Wilhelm Johannes Schweickerdt. Helictotrichon namaquense ingår i släktet Helictotrichon och familjen gräs. Inga underarter finns listade i Catalogue of Life.